# Израильско-сербские отношения
Израильско-сербские отношения — дипломатические двусторонние отношения между Сербией и Израилем. Дипломатические отношения между двумя странами были установлены 31 января 1992 года, когда Сербия была частью СФР Югославия (Сербия и Черногория). У Израиля есть посольство в Белграде, у Сербии есть посольство в Тель-Авиве. Обе страны поддерживают экономические и культурные связи, в том числе благодаря небольшой общине евреев из бывшей Югославии, проживающих сегодня в Израиле.

## История

### Еврейские общины в Сербии
Первые упоминания о еврейских общинах в Белграде относятся к XIII веку: речь идёт как об ашкеназских, так и о сефардских общинах. Первые евреи, осевшие в городе, прибыли из Италии и Дубровника, а позже из Венгрии и Испании.
Еврейские общины на Балканах значительно увеличились в XV и XVI веках благодаря беженцам из Испании и Португалии. Султан Османской империи Баязид II с радостью принимал евреев в своей империи. Евреи занялись торговлей между различными провинциями Османской империи, став важной частью торговли солью. В северной провинции Воеводина, которая была под австрийским правлением, евреи осели в XVIII веке, особенно после Эдикта о терпимости в 1782 году императора Иосифа II, который даровал евреям религиозную свободу.
Еврейская община значительно развивалась до и после Первой мировой войны в соответствии с религиозной автономией, которую она получила. Так, были основаны многие еврейские образовательные центры и синагоги как для ашкеназов, так и для сефардов. К 1939 году в Белграде проживали примерно 10 400 евреев.
Большинство евреев, живших в Сербии, были убиты во время Холокоста. Во время войны многие евреи получили убежище у югославских партизан, возглавляемых Иосипом Брозом Тито, многие из них сражались вместе с партизанами. Гражданское население Сербии занималось спасением тысяч югославских евреев в этот период. После войны многие выжившие постепенно эмигрировали в Израиль.
Согласно переписи 2011 года в Сербии зарегистрировано 578 евреев, живущих главным образом в Белграде и Воеводине.

### Отношения с СФРЮ
СФР Югославия и Израиль установили дипломатические отношения в 1948 году. До 1952 года из Югославии в Израиль эмигрировали 7 578 евреев. В течение этого срока Югославия придерживалась по большому счёту нейтральной позиции в арабо-израильском конфликте, но сохранила связи с Израилем и помогала в эмиграции евреев.
Югославия порвала все дипломатические связи с Израилем после Шестидневной войны 1967 года, и с тех пор придерживалась проарабской политики. После распада Югославии, восстановила связи 31 января 1992 года, в поисках определённой международной поддержки, так как она была практически изолирована от международного сообщества во время Югославских войн.

### Современные отношения

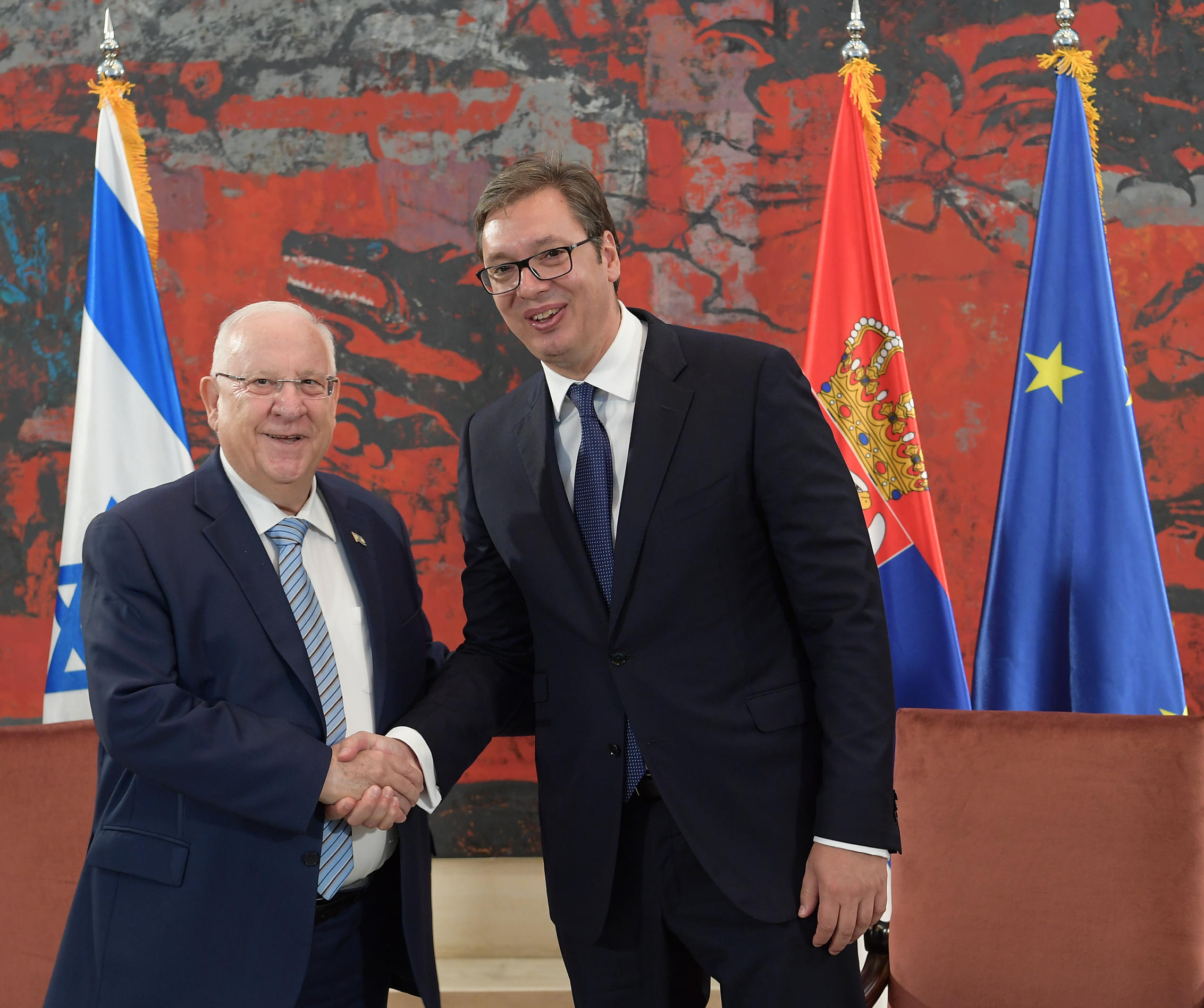
Израильский президент Реувен Ривлин (слева) с сербским президентом Вучичем во время государственного визита в Белград в июле 2018 года

В августе 2018 года сербский посол в Израиле Милутин Станоевич направил в израильский МИД ноту протеста в связи с участием трёх самолётов F16 израильских ВВС в военном параде в хорватской столице по случаю 23-й годовщины операции «Буря». В результате этой военной операции в 1995 году армиями Хорватии и Боснии и Герцеговины были разгромлены войска Республики Сербской и Сербской Краины, несколько тысяч человек погибли, примерно 250 000 сербов стали беженцами. Сербы рассматривают эту операцию как геноцид и в 2010 году подали иск по этому поводу в международный суд в Гааге.
В ноябре 2018 года в болгарской Варне в рамках саммита четырёх государств состоялась встреча израильского премьера Нетаньяху и сербского премьера Александра Вучича. Стороны обсудили вопросы укрепления двусторонних отношений и подтвердили свое стремление к расширению экономического и торгового сотрудничества между двумя странами, а также к продвижению проекта по строительству израильского газопровода EastMed для экспорта газа в Европу. Нетаньяху также поблагодарил сербскую сторону за сохранение еврейской культуры и ремонт синагоги в Сербии.
В марте 2020 года сербский президент Александр Вучич объявил об открытии его страной торгового представительства и государственного офиса в Иерусалиме. Эти организации будут работать параллельно с посольством Сербии в Тель-Авиве.
В рамках соглашения Косово и Сербии между собой и с Израилем при посредничестве администрации президента США Дональда Трампа Сербия согласилась перенести своё посольство в Иерусалим, вопреки резолюции Совета Безопасности ООН.

## Политические отношения

### Предполагаемое израильское оружие среди сербов в Боснии
В 1995 году израильские поставщики оружия появились среди сербских военных в Боснии. Однако, в то время не было ясно, на сколько обширными были поставки и были ли они представленными государственными или частными продавцами оружия, или знало ли израильское правительство и одобряло ли оно такие сделки.
Впоследствии сообщалось, что Израиль намеренно предоставлял вооружения сербам во время Боснийской войны, возможно из-за просербской позиции правительства в то время, или возможно в обмен на иммиграцию общины сараевских евреев в Израиль. Предполагалось, что Моссад несёт ответственность за поставку оружия сербским группам.

### Позиция Сербии в палестинском вопросе
В 2011 году Сербия голосовала за то, чтобы признать Палестину 195-м членом ЮНЕСКО против воли Израиля. Белград заявил, что не стал бы возражать против признания палестинской независимости, если бы такой вопрос встал бы на повестке Генеральной Ассамблеи ООН.

## Экономические связи
Экономические связи между Израилем и Сербией стремительно расширяются с 2009 года, отчасти из-за отмены визовых ограничений между двумя странами в сентябре того же года. 1 февраля 2012 года президент Сербии Борис Тадич отметил во время церемонии, посвященной 20-летию возобновления дипломатических отношений, что израильские компании инвестировали в инфраструктуру Сербии более €1 млрд.
В октябре 2009 года министр внутренних дел Сербии Ивица Дачич посетил Израиль с официальным визитом, в ходе которого было подписано соглашение между правительствами двух стран о сотрудничестве в борьбе с преступностью, незаконной торговлей и злоупотреблением наркотиками и психоактивными веществами, терроризмом и другими серьёзными преступными действиями.

## Сотрудничество в оборонной сфере
В конце 2024 года правительство Сербии заключило сделку с израильским оборонным концерном Elbit на поставку артиллерийских (ракеты и пусковые установки PULS) и беспилотных (БПЛА Hermes 900) систем на общую сумму $ 355 млн. Сделка рассчитана на три с половиной года.
В августе 2025 года Сербия заключила с израильским оборонным концерном «Эльбит Маарахот» соглашение на поставку вооружений на общую сумму $ 1,63 млрд (по другим данным $ 1,4 млрд). В числе прочего Сербия заказала поставку ракет, больших беспилотников (в том числе Hermes 900), дронов-камикадзе и дальнобойных высокоточных ракет. Кроме того в рамках сделки будет поставлено различное разведывательное оборудование (средства электронной борьбы, наблюдательные и защитные устройства для боевых машин, системы цифровой коммуникации и проч.).

## Авиасообщение, визовые вопросы и туризм
После отмены визовых ограничений между двумя странами в сентябре 2009 года, Израиль привлекает к себе сербских туристов через своё посольство в Белграде. Это включает в себя рекламу на билбордах и общественных автобусах в Белграде, рекламируя Израиль как морское и солнечное направление на лето под слоганом «Oseti Izrael» («Почувствуй Израиль»). В 2011 году израильское посольство начало кампанию по рекламе туризма под слоганом «Ja volim Tel Aviv» («Я люблю Тель-Авив»), которая включала в себя сооружение «пляжа» в городе Нови-Сад, который должен был симулировать типичный пляж в израильском Тель-Авиве и используется как площадка для вечеринок и активной рекламы туризма в Израиле. Согласно данным Израильского центрального бюро статистики, в 2011 году 4700 сербов посетили с туристической целью Израиль (в 2009 году их было 1400 человек, а в 2010 году — 3000 человек).